# Paesi nordici
I Paesi nordici (noti anche con il termine Norden, lett. "il Nord")  sono una regione geografica e culturale dell'Europa settentrionale e dell'Atlantico settentrionale. Comprende gli stati sovrani di Danimarca, Finlandia, Islanda, Norvegia e Svezia; sono inoltre considerati nel novero i territori autonomi delle Isole Faroe e della Groenlandia, e la regione autonoma delle isole Åland.
I paesi nordici hanno molto in comune nello stile di vita, nella storia, nella religione e nella struttura sociale. Hanno una lunga storia di unioni politiche e altre strette relazioni, ma oggi non formano un’entità singola, sebbene il movimento scandinavista avesse tentato di unificare Danimarca, Norvegia e Svezia in un unico paese nel XIX secolo. Con lo scioglimento dell'unione tra Norvegia e Svezia (indipendenza norvegese), l'indipendenza della Finlandia all'inizio del XX secolo e il referendum costituzionale islandese del 1944, questo movimento si espanse nella moderna cooperazione nordica organizzata. Dal 1962, questa cooperazione si basa sul trattato di Helsinki che stabilisce il quadro per il Consiglio nordico e il Consiglio nordico dei ministri.
I paesi nordici si collocano ai primi posti in numerosi parametri nazionali, tra cui istruzione, competitività economica, libertà civili, qualità della vita e sviluppo umano. Ogni paese ha il proprio modello economico e sociale, talvolta con grandi differenze rispetto ai suoi vicini. Tuttavia, condividono a vari livelli aspetti del modello nordico di economia e struttura sociale. Ciò include un'economia di mercato mista combinata con sindacati forti e uno stato sociale universalista finanziato da tasse elevate, che incentiva l’autonomia individuale e promuove la mobilità sociale. C’è un alto grado di ridistribuzione del reddito, un impegno a favore della proprietà privata e pochi disordini sociali.
I popoli germanici settentrionali, che comprendono oltre i tre quarti della popolazione della regione, sono il gruppo etnico più numeroso, seguiti dai popoli baltico-finnici, che costituiscono la maggioranza in Finlandia; altri gruppi etnici sono gli Inuit groenlandesi, i Sami e i recenti immigrati e i loro discendenti. Storicamente, la religione principale nella regione era il paganesimo norreno. Questo lasciò il posto al cattolicesimo romano con la cristianizzazione della Scandinavia che a sua volta, in seguito alla Riforma protestante, fu in larga parte soppiantato dal cristianesimo luterano, religione di stato di diversi paesi nordici.
Sebbene l'area sia linguisticamente eterogenea, con tre gruppi linguistici non correlati, il patrimonio linguistico comune è un fattore che costituisce l'identità nordica. La maggior parte delle lingue nordiche appartengono alle lingue germaniche settentrionali, alle lingue ugrofinniche e alle lingue eschimo-aleutine. Danese, norvegese e svedese sono considerati mutuamente intellegibili e sono le lingue di lavoro dei due organi politici della regione. Lo svedese è una materia obbligatoria nelle scuole finlandesi e il danese nelle scuole faroesi e groenlandesi. Il danese viene insegnato anche nelle scuole islandesi.
L'area complessiva dei paesi nordici è di 3 425 804 chilometri quadri (1 322 710 mi²) di cui circa metà è costituita da calotte polari e ghiacciai inabitabili, principalmente situati in Groenlandia. Nel settembre 2021 la regione contava più di 27 milioni di persone. Nell'uso colloquiale i paesi nordici sono sinonimi del termine Scandinavia, per quanto quest'ultimo si riferisca più propriamente alle tre monarchie di Danimarca, Norvegia e Svezia. Geologicamente, la penisola scandinava comprende la terraferma della Norvegia e della Svezia e la parte più settentrionale della Finlandia.

## Dati e caratteristiche comuni

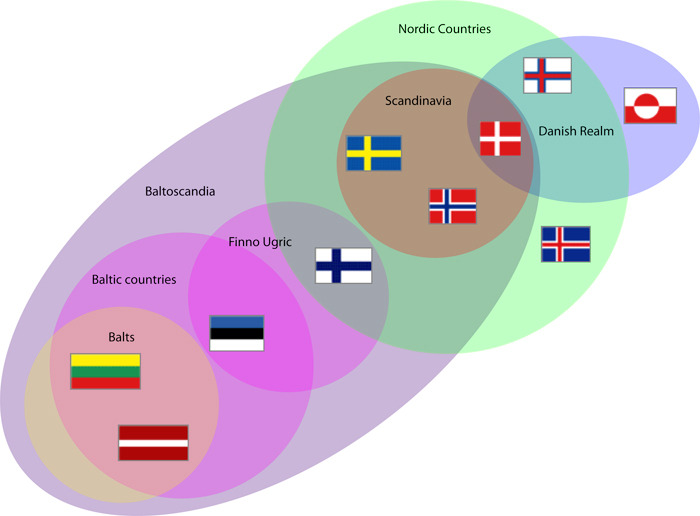
Varie definizioni a confronto
NOR
SWE
DNK
FIN
ISL
EST
LVA
LTU
FRO
GRL

Gli standard di vita dei paesi nordeuropei sono tra i più elevati al mondo. Si trovano infatti da sempre ai primi posti nella classifica dell'Indice di sviluppo umano (ISU), nella classifica della qualità di vita e nelle classifiche di libertà d'espressione e di stampa. Essi risultano in ottime posizioni anche per la competitività economica. Risultano, inoltre, tra i paesi più felici del mondo, tra i paesi con una democrazia più efficiente del mondo e tra i paesi di più alto livello per ricerca e sviluppo.
I Paesi nordici basano il proprio sistema economico-sociale sul cosiddetto modello nordico, ovvero un modello di ispirazione socialdemocratica, che si fonda infatti sul sostegno ad uno stato sociale, su un’economia mista e su un forte welfare che prevede una forte promozione dell’uguaglianza di status e un elevato livello di protezione sociale, definito spesso "dalla culla alla tomba" per la rigorosa tutela fornita dallo Stato dal momento della nascita del cittadino alla sua morte.
Tra i paesi nordici, la Svezia è il più esteso e più popolato mentre l'Islanda è quello meno popolato e la Danimarca il paese meno esteso.
La Finlandia è l'unico paese del gruppo a far parte della Zona Euro; dell'Unione europea fanno parte anche Svezia e Danimarca, pur conservando le loro monete locali.
L'Islanda ha ritirato la domanda di adesione nel 2015, mentre in Norvegia, dopo due tentativi falliti, sembra improbabile una richiesta in tal senso.
|                      | Nome          | Superficie (km2) | Popolazione (abitanti) | Densità (abitanti/km2) | EU/Euro                   |
| -------------------- | ------------- | ---------------- | ---------------------- | ---------------------- | ------------------------- |
| Islanda (bandiera)   | Islanda       | 103125           | 366700                 | 3,556                  |                           |
| Norvegia (bandiera)  | Norvegia      | 385199           | 5391369                | 14                     |                           |
| Finlandia (bandiera) | Finlandia     | 338424           | 5536146                | 16,36                  | Unione europea (bandiera) |
| Danimarca (bandiera) | Danimarca     | 43094            | 5781190                | 134,2                  | Unione europea (bandiera) |
| Svezia (bandiera)    | Svezia        | 449964           | 10302984               | 22,9                   | Unione europea (bandiera) |
|                      | Paesi nordici | 1319806          | 27378389               | 20,74                  |                           |

## Cronologia storica
| Secolo | Paesi nordici       | Paesi nordici                                 | Paesi nordici                                     | Paesi nordici       | Paesi nordici    | Paesi nordici    | Paesi nordici                                | Paesi nordici                                |
| XXI    | Danimarca (UE)      | Fær Øer (Nazione costitutiva della Danimarca) | Groenlandia (Nazione costitutiva della Danimarca) | Islanda             | Norvegia         | Svezia (UE)      | Isole Åland (provincia autonoma)             | Finlandia (UE)                               |
| XX     | Danimarca           | Fær Øer (Nazione costitutiva della Danimarca) | Groenlandia (Nazione costitutiva della Danimarca) | Islanda             | Norvegia         | Svezia           | Finlandia                                    | Finlandia                                    |
| XIX    | Danimarca           | Danimarca                                     | Svezia- Norvegia                                  | Svezia- Norvegia    | Svezia- Norvegia | Svezia- Norvegia | Granducato di Finlandia (parte della Russia) | Granducato di Finlandia (parte della Russia) |
| XVIII  | Danimarca- Norvegia | Danimarca- Norvegia                           | Danimarca- Norvegia                               | Danimarca- Norvegia | Svezia           | Svezia           | Svezia                                       | Svezia                                       |
| XVII   | Danimarca- Norvegia | Danimarca- Norvegia                           | Danimarca- Norvegia                               | Danimarca- Norvegia | Svezia           | Svezia           | Svezia                                       | Svezia                                       |
| XVI    | Danimarca- Norvegia | Danimarca- Norvegia                           | Danimarca- Norvegia                               | Danimarca- Norvegia | Svezia           | Svezia           | Svezia                                       | Svezia                                       |
| XV     | Unione di Kalmar    | Unione di Kalmar                              | Unione di Kalmar                                  | Unione di Kalmar    | Unione di Kalmar | Unione di Kalmar | Unione di Kalmar                             | Unione di Kalmar                             |
| XIV    | Danimarca           | Norvegia                                      | Norvegia                                          | Norvegia            | Norvegia         | Svezia           | Svezia                                       | Svezia                                       |
| XIII   | Danimarca           | Norvegia                                      | Norvegia                                          | Norvegia            | Norvegia         | Svezia           | Svezia                                       | Svezia                                       |
| XII    | Danimarca           | Faroesi                                       | Islanda                                           | groenlandesi        | Norvegia         | Svezia           | Svezia                                       | Svezia                                       |
| Popoli | Danesi              | Faroesi                                       | Islandesi                                         | groenlandesi        | Norvegesi        | Svedesi          | Finlandesi                                   | Finlandesi                                   |

L'Estonia è interessata ad aderire al Consiglio Nordico.

### Annotazioni
1. ↑  Due territori non incorporati nell'Oceano Artico, Svalbard e Jan Mayen, sono considerate parti integrali del Regno di Norvegia e sono talvolta incluse nella definizione di paese nordico.[2] Tre dipendenze della Norvegia situate nell'emisfero australe (Isola Bouvet e due aree soggette al trattato Antartico, l'Isola di Pietro I e la Terra della Regina Maud), tutte inabitate e geograficamente distanti dalla regione settentrionale, non sono generalmente inclusi nel termine.

### Fonti
1. ↑   The next supermodel, in The Economist, 2 febbraio 2013, ISSN 0013-0613 (WC · ACNP).
2. ↑   Facts about Norway, su norden.org, 5 gennaio 2022. URL consultato il 18 maggio 2022 (archiviato dall'url originale il 5 gennaio 2022).
3. ↑   Facts about Nordic Countries, su Nordic Co-operation. URL consultato il 22 marzo 2022.
4. ↑   Nordic Statistical Yearbook 2013, 2013,  p. 8, DOI:10.6027/Nord2013-001, ISBN 978-92-893-2350-5.
5. ↑   Lane Kenworthy, Social Democratic America,  p. 138, ISBN 9780199322527.
6. ↑   Social democracy and welfare capitalism: a century of income security politics,  p. 130, ISBN 978-0801485565.
«By the late 1950s, labor had been incorporated alongside Swedish business in fully elaborated corporatist institutions of collective bargaining and policy making, public as well as private, supply-side (as for labour training) as well as demand side (e.g., Keynesian). During the 1950s and 1960s, similar neocorpratist institutions developed in Denmark and Norway, in Austria and the Netherlands, and somewhat later, in Belgium and Finland.»
7. 1 2   Martin Sandbu, What the Nordic mixed economy can teach today’s new left, in Financial Times, 28 agosto 2018.
8. ↑   Protestantism in the Scandinavian countries, su museeprotestant.org. URL consultato il 27 settembre 2023.
9. ↑  Markkola, Pirjo (2015).
10. ↑   "Scandinavia", su merriam-webster.com. URL consultato il 30 settembre 2023 (archiviato dall'url originale il 23 novembre 2008).
11. ↑   Scandinavia, su bartleby.com. URL consultato il 30 settembre 2023 (archiviato dall'url originale il 20 giugno 2008).
12. ↑   Scandinavia, su britannica.com, 2007. URL consultato il 30 settembre 2023 (archiviato dall'url originale l'11 dicembre 2007).
13. ↑   Scandinavia, su encarta.msn.com, 2006. URL consultato il 30 settembre 2023 (archiviato dall'url originale il 28 ottobre 2009).
14. ↑  http://hdr.undp.org/sites/default/files/hdr2020.pdf
15. ↑  https://www.travel365.it/classifica-paesi-migliore-qualita-della-vita.htm
16. ↑  (EN) Ranking 2019, su rsf.org. URL consultato il 30 settembre 2023.
17. ↑  (EN) Ranking 2021, su rsf.org. URL consultato il 30 settembre 2023.
18. ↑  https://www.imf.org/en/Publications/SPROLLs/world-economic-outlook-databases
19. ↑  https://data.worldbank.org/indicator/NY.GDP.PCAP.PP.CD?view=chart
20. ↑  https://www.openculture.com/2020/12/the-uns-world-happiness-report-ranks-socialist-friendly-countries-as-among-the-happiest-in-the-world.html
21. ↑  https://marteau7927.wordpress.com/2017/03/22/world-happiness-report-2017/
22. ↑  https://www.lastampa.it/cultura/2018/02/23/news/qual-e-la-nazione-piu-democratica-del-mondo-1.33983834/amp/
23. ↑  https://www.infodata.ilsole24ore.com/2020/08/10/democracy-index-solo-57-delle-popolazione-mondiale-vive-democrazie-complete/
24. ↑  https://www.scienzainrete.it/articolo/mondo-della-ricerca-2016-record-assoluto-di-investimenti-livello-globale/pietro-greco/2016
25. ↑  https://www.helsinki.fi/en/news/nordic-welfare-news/the-nordic-brand-replaced-the-welfare-state-did-politics-disappear-from-the-nordic-model
26. ↑   i sistemi di welfare in Europa e nel mondo, in Atlante geopolitico, Roma, Istituto dell'Enciclopedia Italiana, 2012-2016.
27. ↑   welfare state, in Treccani.it – Enciclopedie on line, Roma, Istituto dell'Enciclopedia Italiana.